# Movimiento 9 de diciembre

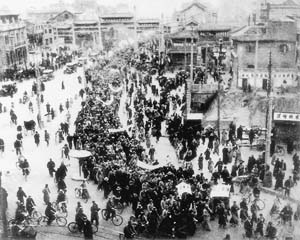
Estudiantes marchando por Beijing durante el Movimiento 9 de diciembre.

El Movimiento 9 de diciembre (chino simplificado: 一二•九运动; chino tradicional: 一二•九運動) fue una protesta masiva dirigida por estudiantes en Beiping (actual Pekín) el 9 de diciembre de 1935 para exigir que el gobierno chino participara activamente resistir la agresión japonesa.

## Antecedentes
Después de que el Ejército Imperial Japonés ocupara Manchuria tras el incidente de Mukden en 1931, intentó seguir con una invasión al norte de China. Entre junio y julio de 1935, el Acuerdo de Chin-Doihara fue negociado entre Japón y el gobierno chino del Kuomintang (KMT) como una forma para que el primero tomase el control de la provincia de Chahar. Yin Rugeng creó un estado títere conocido como "Gobierno autónomo anticomunista de Hebei Oriental" con ayuda japonesa. En respuesta a las demandas de Japón de crear un régimen separado en el norte de China, el gobierno del KMT se vio obligado a establecer el "Consejo Político Hebei-Chahar". Los comunistas chinos, por otro lado, pidieron una movilización voluntaria de todos los chinos para resistir la agresión japonesa en una proclamación publicada el 1 de agosto de 1935.

## Preparación

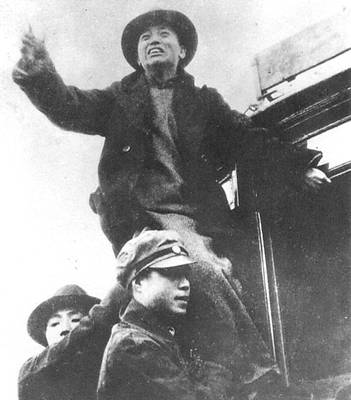
El líder estudiantil Huang Jing haciendo un discurso desde un tranvía.

El 18 de noviembre, representantes estudiantiles de varias universidades importantes en Beiping se reunieron y formaron en secreto el Sindicato de Estudiantes de Beiping. Se celebraron elecciones y Guo Mingqiu se convirtió en presidente, mientras que los comunistas seleccionaron a Huang Jing y Yao Yilin para participar en la conducción del Sindicato de Estudiantes. El 3 de diciembre, el Sindicato de Estudiantes de Beiping decidió ponerse en contacto con la mayor cantidad de universidades posible para organizar una petición masiva. Tres días después, 15 escuelas publicaron una declaración oponiéndose a la formación del Gobierno Autónomo Anticomunista del norte de China. Exigió al gobierno del KMT que arrestara a Yin Rugeng y también pidió una resistencia armada nacional contra Japón. El mismo día se aprobó una agenda política de 9 puntos, entre los cuales se pedía al KMT que detuviera de inmediato su campaña armada contra los comunistas en la guerra civil china. Dado que se rumoreaba que el 9 de diciembre era el día en que se establecería el Comité Político de Hebei-Chahar, el Sindicato de Estudiantes eligió ese día para la petición.

## Eventos
En la madrugada del 9 de diciembre, la policía y los soldados rodearon muchas escuelas y cerraron la puerta de la ciudad en Xizhimen. Los estudiantes de la petición se enfurecieron. Rompieron con éxito las líneas del recinto policial. Alrededor de las 10:30, llegaron a la sucursal de Beiping del Comité Militar KMT en Zhongnanhai. Frente a la Puerta Xinhua, enviaron las cartas de petición a He Yingqin, entonces jefe del Ejército del KMT. Los estudiantes enojados agitaron sus brazos y gritaron consignas como "Abajo el imperialismo japonés" y "Paren inmediatamente la guerra civil", mientras que una demanda de 6 puntos fue dada a la sede del gobierno del KMT.
1. Oponerse al gobierno autónomo del norte de China y organizaciones similares;
2. Oponerse a cualquier acuerdo secreto entre China y Japón e inmediatamente publicar las políticas diplomáticas que luchan contra la crisis actual;
3. Proteger y asegurar la libertad de expresión, de prensa y de reunión;
4. Detenga la guerra civil y prepárese para una guerra de autodefensa contra amenazas externas;
5. Prohibir el arresto arbitrario de la gente;
6. Estudiantes inmediatamente libres que fueron arrestados.

Los representantes de He Yingqin pudieron hablar con los estudiantes, pero se negaron a permitir que los estudiantes abrieran Xizhimen para que los estudiantes universitarios de Tsinghua y Yenching puedan ingresar a la ciudad. Luego, los estudiantes comenzaron a marchar en masa. El número de estudiantes que marcharon posteriormente aumentó a aproximadamente 6.000. Cuando la línea entró en Xidan y East Chang'an Avenue, la policía y los soldados atacaron a algunos estudiantes armados con palos de madera, látigos, bombas de agua y sables. Cientos resultaron heridos y más de 30 fueron arrestados. Los estudiantes de Tsinghua y la Universidad de Pekín que no pudieron ingresar a la ciudad a través de las puertas se mantuvieron fuera del muro de la ciudad con un frío extremo. Algunos de los estudiantes lloraron al contarles a los residentes de los alrededores sobre las atrocidades cometidas por el ejército japonés en Manchuria. Culparon al gobierno del KMT por su política de no resistencia. Al final del día, este movimiento de los estudiantes obligó al Comité Político de Hebei-Chahar a aplazar su apertura prevista.

## Respuesta nacional

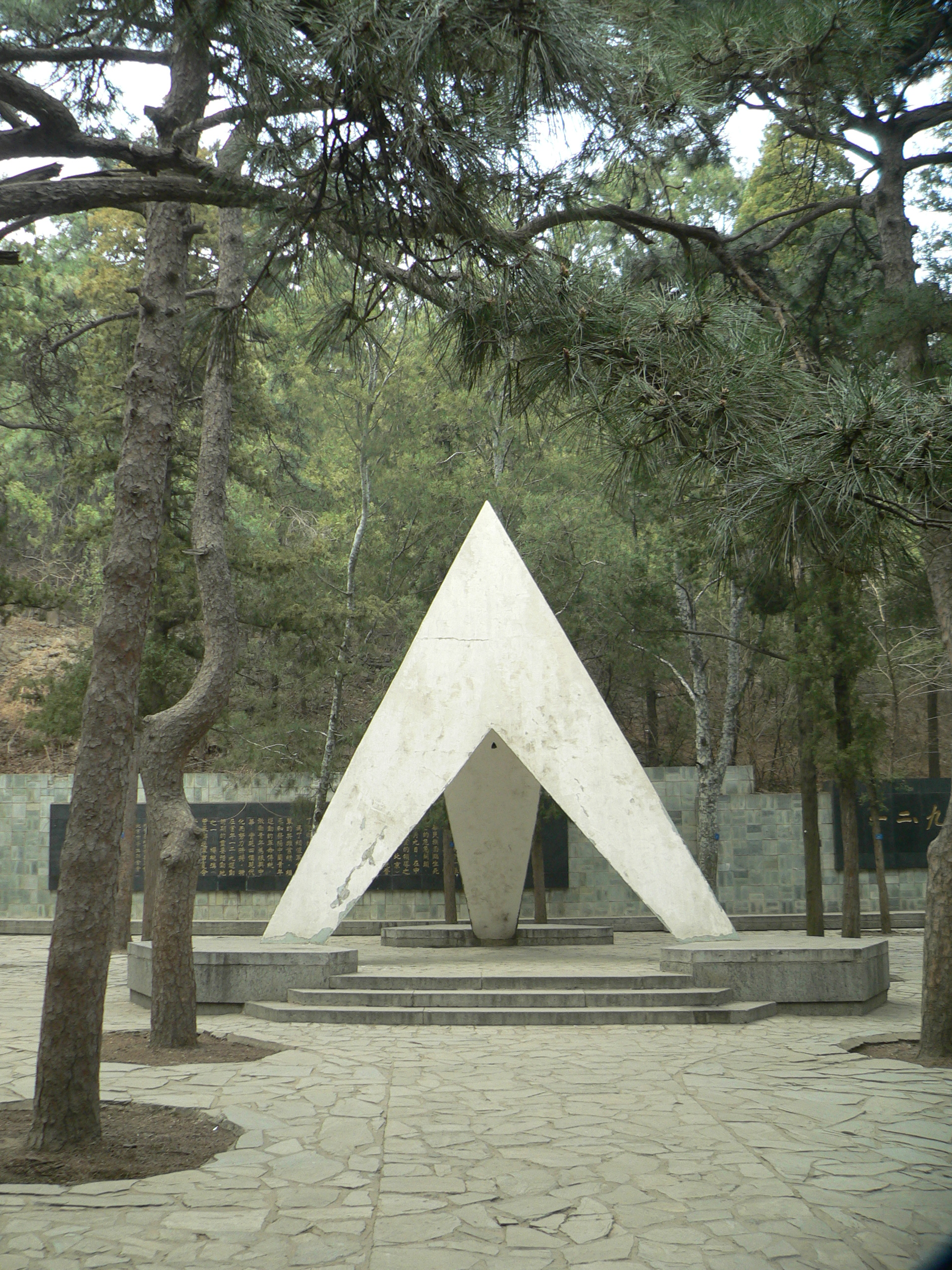
Monumento al Movimiento 9 de diciembre en el Jardín Botánico de Pekín.

El movimiento de protesta fue apoyado por estudiantes de todo el país. La respuesta fue muy positiva ya que se organizaron peticiones y asambleas similares en muchas ciudades grandes. El Sindicato de Estudiantes en el distrito de Shaanxi-Gansu ocupado por los comunistas también envió un telégrafo para expresar su apoyo. El 18 de diciembre, la Federación de Sindicatos de China llamó a sus trabajadores a protestar por la traición de Japón y el arresto de numerosos estudiantes en Beiping. Mientras tanto, Lu Xun y Soong Ching-ling escribieron artículos alabando las valientes acciones realizadas por los estudiantes en Beiping. Ellos y otras élites sociales donaron dinero en apoyo. En Beiping, también se organizó un grupo de propaganda en el que los estudiantes de Beiping le contarían a los campesinos que viven en provincias cercanas sobre la necesidad de resistencia contra la futura agresión japonesa.

## Impacto
Las manifestaciones estudiantiles generaron una protesta pública y obligaron a la formación del Consejo Político de Hebei-Chahar a posponerse hasta el 18 de diciembre de 1935. El movimiento también aumentó el perfil y el prestigio de los activistas estudiantiles comunistas en un momento en que el gobierno liderado por el Kuomintang estaba activamente suprimiendo a los comunistas.
Después de la fundación de la República Popular de China en 1949, el Movimiento 9 de diciembre ha sido conmemorado como un movimiento patriótico. En 1985, durante el 50.º aniversario del Movimiento del 9 de diciembre, los estudiantes se manifestaron en Beijing y pidieron reformas liberalizadoras que reestructurararan la política interna de dicha nación, abogando por una mayor participación cívica y una democracia popular mucho más directa.